# 栋扎克 (吉伦特省)
栋扎克（法語：Donzac，法語發音：[dɔ̃zak]）是法国吉伦特省的一个市镇，属于朗贡区。

## 地理
栋扎克（44°39'8"N, 0°16'7"W）面积4.41 平方千米，位于法国新阿基坦大区吉倫特省，该省份为法国西南部沿海省份，是法國本土面积最大的省，北起滨海夏朗德省，西临大西洋，南至朗德省，东南接洛特-加龍省，东临多爾多涅省。
与栋扎克接壤的市镇（或旧市镇、城区）包括：蒙普兰布朗、卢皮亚克、穆朗斯、奥梅、圣日耳曼德格拉沃。

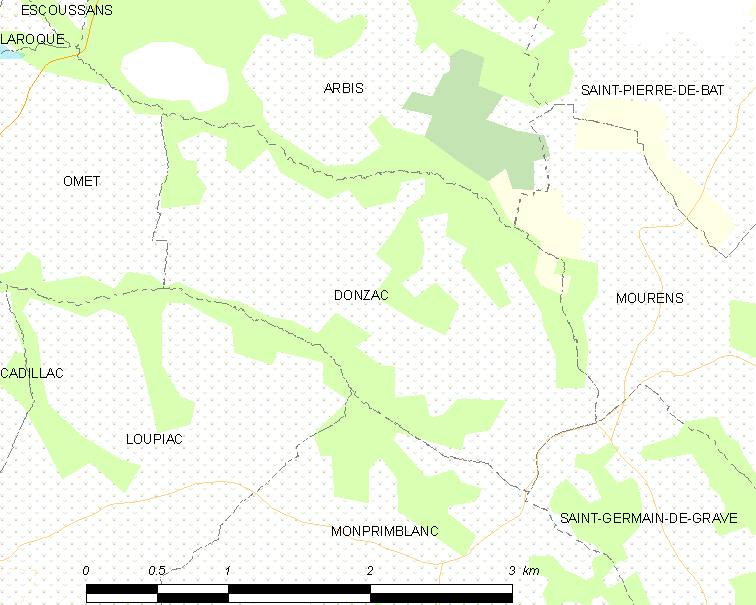
的OSM定位图

栋扎克的时区为UTC+01:00、UTC+02:00（夏令时）。

## 行政
栋扎克的邮政编码为33410，INSEE市镇编码为33152。

## 政治
栋扎克所属的省级选区为海间县。

## 人口

1962-2008年间人口变化图示

栋扎克于2022年1月1日时的人口数量为123人。